# Hopfenbrüderschaft
Die Hopfenbrüderschaft war ein gegen 1406 von Johann Ohnefurcht gestifteter und kurzlebiger flandrisch-burgundischer Orden mit der Devise „Ich schweige“.
Das Wappen zierte ein Hopfenkranz auf einem Löwen und Lilie.